# Symplecta churchillensis
Symplecta churchillensis là một loài ruồi trong họ Limoniidae. Chúng phân bố ở miền Tân bắc.